# El Mezeraa
El Mezeraa (în arabă المزرعة) este o comună din provincia Tébessa, Algeria.
Populația comunei este de 4.251 de locuitori (2008).